# 卜显和
卜显和（1964年8月12日—），男，辽宁人，南开大学材料科学与工程学院教授，教育部第六批“长江学者”特聘教授，长期从事配位化学研究。

## 生平
1986年和1992年先后获得南开大学化学系学士、博士学位。毕业后留校任教，1995年起任教授。
2023年被选举为第十四届全国人大代表。

## 学术兼职
担任中国化学会理事、中国化学会晶体学专业委员会主任等。
担任《中国科学化学》、《中国化学快报》、《中国化学》、《高等学校化学学报》、《Dalton Transactions》等杂志编委、副主编等。

## 奖项和荣誉

### 奖项
- 国家自然科学二等奖等奖项。[2]

### 荣誉
- 英国皇家化学会会士
- 中国科学院院士[3]